# Montázs Rajziskola
A Montázs Rajziskola 1991-ben alapított felvételi előkészítő és szakmai képzés.
Sok tanult hallgató felvételt nyert a legkülönbözőbb magyar és külföldi művészeti egyetemekre. Sokak ma már befutott művészek.
Rényi művészcsalád által tanított rendszer progresszív művészeti tudást ad. A rajziskola minden korosztály számára kínál képző- és iparművészeti képzési lehetőséget, iskolarendszerű vagy tanfolyami formában.

## Szabadiskola
A Szabadiskola rajz, festés és mintázás tanfolyamokat, sokféle iparművészeti kurzuslehetőséget nyújt.
A következő szakmákban helyezkedtek el az itt végzett hallgatók:
- rajz – festészet
- divat – textil – jelmez
- tervezőgrafika – képgrafika
- belsőépítészet – építészet – látványtervezés
- formatervezés – design
- fotó – film

Meghívott előadók: Cakó Ferenc cannes-i nagydíjas animációsfilm-rendező, Korniss Péter Kossuth-díjas fotóművész, Hefkó Mihály Ybl-díjas építész, Baska József festőművész, egyetemi tanár MOME, Rényi Katalin grafikusművész, egyetemi adjunktus MOME, Forián Szabó Noémi egyetemi tanársegéd MKE, Baska Balázs grafikusművész, filmrendező, szaktanár Jelky Művészeti Iskola, Baska Barbara grafikusművész, filmoperatőr, szaktanár.

## Tehetség program
A program célja, hogy minden formában segítse a fiatal művészpalánták kibontakozását és saját nyelvük megtalálását. Ezt évente többször megrendezett országos képzőművészeti pályázatokkal, ösztöndíjprogrammal és külföldön is elismert Művészteleppel segítik az oktatók és szervezők.

## Csopaki Művésztelep
A Csopaki Művésztelepet a Balaton északi partján alkotó Művészcsalád alapította. Központja a Ranolder utca 10-ben a különleges nádfedeles műteremház, ez egy birtokon helyezkedik el az 1826-ban épült Műemlék jellegű úgyszintén nádfedeles Présházzal, mely Csopak egyik éke. A Művésztelep egy komplex, progresszív misszióra épül, ahol is a magyar és nemzetközi fiatalok közös nyelvükön a rajzon, festésen, tervezésen, fotózáson - a Művészeten keresztül kommunikálnak egymással és nyílnak meg a külvilág felé. Határon túli fiatalok is részt vesznek minden évben. Sok ma már végzett ipar- és képzőművész találta meg itt saját hangját. A művésztelep főszezonban kerül megrendezésre általában Augusztus elején.